# Lista de unidades de medida
Esta é uma lista de unidades de medida, classificadas por categoria.

## Comprimento, altura e largura
| Nome                | Símbolo    | Equivale a | Notas |
| ------------------- | ---------- | ---------- | --- |
| Metro               | m          | 1 m        | múltiplos decâmetro (dam) - x10 hectômetro (hm) - x100 quilômetro (km) - x1000 megametro (Mm) - x1 milhão gigametro (Gm) - x1 bilhão terametro (Tm) - x1 trilhão petametro (Pm) - x1 quadrilhão exametro (Em) - x1 quintilhão zetametro (Zm) - x1 sextilhão iotametro (Ym) - x1 setilhãosubmúltiplos decímetro (dm) - 0,1 centímetro (cm) - 0,01 milímetro (mm) - 0,001 micrometro (µm) - 10−6 nanometro (nm) - 10−9 picometro (pm) - 10−12 femtômetro (fm) - 10−15 attometro (am) - 10−18 zeptômetro (zm) - 10−21 yoctômetro (ym) - 10−24 |
| Milha               | mi         | ~1609 m    | |
| Milha náutica       | M, NM, nmi | 1852 m     | |
| Polegada            | in, ″      | 2,54 cm    | Em inglês: inch. |
| Pé                  | ft, ′      | 30,48 cm   | Em inglês foot (plural: feet). |
| Jarda               | yd         | 91,44 cm   | Em inglês: yard. |
| Palmo               |            | 22,86 cm   | |
| Légua               |            | varia      | |
| Braça               |            | 2,20 m     | |
| Vara                |            | 2,96 m     | |
| Côvado              |            | varia      | obsoleto |
| Corrente            |            | ~20,11 m   | |
| Furlong             |            | ~201,16 m  | |
| Rod                 |            | ~5 m       | |
| Ano-luz             | ly         | ~9,5 pm    | astronômico, distância que a luz percorre no vácuo em um ano juliano |
| Parsec              | pc         | 30,85 pm   | astronômico |
| Unidade astronômica | AU         | 150 gm     | astronômico, distância entre a Terra e o Sol |
| angstrom            | Å          | 0,1 nm     | microscópico |

## Área
| Nome           | Símbolo | Equivale a | Notas |
| -------------- | ------- | ---------- | --- |
| Metro quadrado | m²      | 1 m²       | múltiplos decâmetro quadrado (dam²) - x10 ou are hectômetro quadrado (hm²) - x100 ou hectare (ha) quilômetro quadrado (km²) - x1000 megametro quadrado (Mm²) - x1 milhão gigametro quadrado (Gm²) - x1 bilhão terametro quadrado (Tm²) - x1 trilhão petametro quadrado (Pm²) - x1 quadrilhão exametro quadrado (Em²) - x1 quintilhão zetametro quadrado (Zm²) - x1 sextilhão iotametro quadrado (Ym²) - x1 setilhãosubmúltiplos decímetro quadrado (dm²) - 0,1 centímetro quadrado (cm²) - 0,01 milímetro quadrado (mm²) - 0,001 micrometro quadrado (µm²) - 10−6 nanometro quadrado (nm²) - 10−9 picometro quadrado (pm²) - 10−12 femtômetro quadrado (fm²) - 10−15 attometro quadrado (am²) - 10−18 zeptômetro quadrado (zm²) - 10−21 yoctômetro quadrado (ym²) - 10−24 |
| Acre           | ac      | ~4042 m²   | |
| Alqueire       |         | varia      | |
| Dunam          |         | varia      | |
| Rood           |         | ~1012 m²   | |
| Homestead      |         | 646.720 m² | |

## Massa
| Nome                              | Símbolo | Equivale a | Notas |
| --------------------------------- | ------- | ---------- | --- |
| Grama                             | g       | 1 g        | múltiplos decagrama (dag) - x10 hectograma (hg) - x100 quilograma (kg) - x1000 megagrama (Mg ou t) - x1 milhão gigagrama (Gg) - x1 bilhão teragrama (Tg) - x1 trilhão petagrama (Pg) - x1 quadrilhão exagrama (Eg) - x1 quintilhão zetagrama (Zg) - x1 sextilhão yotagrama (Yg) - x1 setilhãosubmúltiplos decigrama (dg) - 0,1 centigrama (cg) - 0,01 miligrama (mg) - 0,001 micrograma (µg) - 10−6 nanograma (ng) - 10−9 picograma (pg) - 10−12 femtograma (fg) - 10−15 attograma (ag) - 10−18 zeptograma (zg) - 10−21 yoctograma (yg) - 10−24 |
| Libra                             | lb      | ~0,45 kg   | |
| Arroba                            | @       | varia      | |
| Grão                              |         | 0,06 g     | |
| Unidade de massa atômica / dalton | u, Da   | 1,66 yg    | microscópico |

## Volume
| Nome         | Símbolo | Equivale a | Notas |
| ------------ | ------- | ---------- | --- |
| Metro cúbico | m³      | 1 m³       | múltiplos decâmetro cúbico (dam³) - x10 ou are hectômetro cúbico (hm³) - x100 ou hectare (ha) quilômetro cúbico (km³) - x1000 megametro cúbico (Mm³) - x1 milhão gigametro cúbico (Gm³) - x1 bilhão terametro cúbico (Tm³) - x1 trilhão petametro cúbico (Pm³) - x1 quadrilhão exametro cúbico (Em³) - x1 quintilhão zetametro cúbico (Zm³) - x1 sextilhão iotametro cúbico (Ym³) - x1 setilhãosubmúltiplos decímetro cúbico (dm³) - 0,1 centímetro cúbico (cm³) - 0,01 milímetro cúbico (mm³) - 0,001 micrometro cúbico (µm³) - 10−6 nanometro cúbico (nm³) - 10−9 picometro cúbico (pm³) - 10−12 femtômetro cúbico (fm³) - 10−15 attometro cúbico (am³) - 10−18 zeptômetro cúbico (zm³) - 10−21 yoctômetro cúbico (ym³) - 10−24 |
| Litro        | l, L    | 1 l        | múltiplos decâlitro (dal) - x10 hectôlitro (hl) - x100 quilôlitro (kl) - x1000 megalitro (Ml) - x1 milhão gigalitro (Gl) - x1 bilhão teralitro (Tl) - x1 trilhão petalitro (Pl) - x1 quadrilhão exalitro (El) - x1 quintilhão zetalitro (Zl) - x1 sextilhão iotalitro (Yl) - x1 setilhãosubmúltiplos decílitro (dl) - 0,1 centílitro (cl) - 0,01 milílitro (ml) - 0,001 microlitro (µl) - 10−6 nanolitro (nl) - 10−9 picolitro (pl) - 10−12 femtôlitro (fl) - 10−15 attolitro (al) - 10−18 zeptôlitro (zl) - 10−21 yoctôlitro (yl) - 10−24 |

- Tonel (medida)
- Pipa
- Almude
- Galão (gal)
- Quarto (qt.)
  - Quarto britânico
  - Quarto americano
- Pinto / pinta / quartilho (pt, p)
  - Gill
- Onça (oz)
- Barril
- Fanga / fanega
- Quilate (ct)
- Stone (st.)
- Quintal (cwt)
- Sesteiro

## Tempo
- Segundo (s)
  - Centésimo de segundo
  - Milésimo de segundo
- Minuto (m, min)
- Hora (h)
- Dia (d)
  - Quinzena
- Semana
- Mês
  - Bimestre
  - Trimestre
  - Quadrimestre
  - Semestre
- Ano
  - Biênio
  - Triênio
  - Quadriênio
  - Quinquênio
  - Década / decênio
  - Século
  - Milênio

## Temperatura
- Celsius (°C)
- Fahrenheit (°F)
- Kelvin (K)
- Rankine (Ra)

## Pressão
- Atmosfera (atm)
- Atmosfera padrão (atm)
- Pascal (Pa)
- Bar (bar)
- Psi (psi)

## Luz
- Candela (cd)
- Lux (lx)
- Lúmen (lm)

## Som
- Hertz (Hz) / ciclo
- Bel (B)
  - Decibel (dB)

## Energia e eletromagnetismo
- Caloria (cal)
- Volt (V)
  - Elétron-volt (eV)
- Ampere (A)
- Erg (erg)
- Farad (F)
- Joule (J)
- Gray (Gy)
- Henry (H)
- Watt (W)
- Neper (Np)
- Siemens (S)
- Sievert (Sv)
- Tesla (T)
- Weber (Wb)

## Ângulo
- Radiano (rad)
  - Esferorradiano (sr)

## Quantidade
- Dúzia
- Grosa
- Mol (mol)

## Força
- Newton (N)
- Quilograma-força (kgf)

## Velocidade
- Nó
- Metro por segundo (m/s)
- Quilômetro por hora (km/h)
- Milha por hora (mph)